# Zuheir Mohsen
Zuheir Hassan Mohsen Zaber (árabe: زهير
محسن, también traducido como Zuhayr Muħsin o Zahir Muhsein) (n. Tulkarem, 1936 - m. Cannes, 25 de julio de 1979) fue un líder palestino de la facción pro-Siria as-Sa'iqa de la Organización para la Liberación de Palestina (OLP), entre 1971 y 1979. Previamente, perteneció al ala jordana del Partido Baath Árabe Socialista, hasta que fue escogido para este cargo, luego de apoyar el golpe de Estado liderado por el ministro de defensa sirio Hafiz al-Assad, en contra del gobierno del Presidente Nureddin al-Atassi, en 1970.
Mohsen también fue miembro del Comando Nacional del Partido Baath Árabe Socialista sirio.

## Primeros años
Mohsen nació en Tulkarem, Ribera Occidental, donde su padre era el mujtar de la ciudad. Su acercamiento a la política ocurrió en su temprana juventud, al ingresar al Partido Baath a los 17 años. Mohsen ejerció como profesor de matemáticas, pero en 1957 perdió su trabajo tras de ser arrestado por 'actividad subversiva', luego de lo cual se radicó en Catar, desde donde, posteriormente, fue deportado como resultado de su actividad política, estableciéndose finalmente en Damasco, donde ayudó a la formación de as-Sa'iqa.
Mohsen llegó a liderar as-Sa'iqa gracias a sus vínculos con Hafiz al-Assad, quien luego de llegar al poder en Siria comenzó a eliminar ciertos elementos de izquierda  (llevándolo a una posición ideológicamente más cercana a Fatah), y designó a Mohsen como su Secretario General.

## Vida política
Mohsen siguió esencialmente la línea ideológia sirio-baathista de as-Sa'iqa, la que interpretaba la cuestión palestina a través de la perspectiva del panarabismo, pero sin que esto fuera un obstáculo para que Mohsen fuera uno de los líderes de la Organización para la Liberación de Palestina. Como tal, señaló que "no existen diferencias entre jordanos, palestinos, sirios y libaneses", toda vez que la identidad palestina debía ser enfatizada por razones políticas, solamente. En efecto, en una entrevista concedida al diario holandés Trouw, señaló que:

No hay diferencias entre jordanos, palestinos, sirios y libaneses. Somos todos parte de un mismo pueblo: la nación árabe. Mire, yo tengo parientes con ciudadanía palestina, libanesa, jordana y siria. Nosotros somos un solo pueblo. Solo por razones políticas y tácticas sostenemos la existencia de una identidad palestina. Porque es de interés nacional de los árabes abogar por la existencia de los palestinos como una forma de oponernos al zionismo. Sí, la existencia de una identidad palestina independiente se debe sólo a razones tácticas. El establecimiento de un Estado palestino es una nueva herramienta para continuar la lucha en contra de Israel y a favor de la unidad árabe.

Una entidad palestina independiente requiere luchar por el interés nacional en el remanente de los territorios ocupados. El gobierno jordano no puede hablar en nombre de los palestinos de Israel, Líbano o Siria. Por razones tácticas, Jordania, que es un Estado con fronteras específicas, no puede reclamar Haifa o Yaffo; mientras que, como palestino, yo no dudaría en reclamar Haifa, Yaffo, Jerusalén y Beersheva. Jordania sólo puede hablar por los jordanos y palestinos de Jordania. El Estado palestino estaría legitimado para representar a todos los palestinos del mundo árabe y allende de él. Así, una vez que hayamos recobrado todo derecho en toda Palestina, no dudaríamos siquiera un minuto en unir Palestina y Jordania.

Declaraciones como ésta demuestran una concepción propia de una identidad panarábica que apunta a unir al mundo árabe bajo un único y extenso Estado que comprendería las actuales regiones de la Creciente Fértil y Medio Oriente, particularmente una recreación de la Gran Siria. Doctrinas como ésta son más claramente explicadas y sostenidas por grupos políticos árabes, tales como el Partido Baath (que gobierna actualmente Siria y, en su momento también, Irak bajo el régimen de Saddam Hussein) y el Partido Social Nacionalista Sirio, que actualmente opera en Siria y Líbano.
Cabe destacar que además de las visiones y postulados panarábicos, como los de Zuheir Mohsen, deben tenerse en consideración que muchos grupos al interior de la OLP sostienen una visión más panarábicas que las de Fatah, y que Fatah nunca ha renunciado expresamente al nacionalismo árabe en favor de un estricto nacionalismo palestino.

## Asesinato
Mohsen fue asesinado el 25 de julio de 1979 en Cannes, Francia. El asesinato ha sido comúnmente atribuido a los servicios de inteligencia de Egipto e Israel,[cita requerida] no obstante no descartarse que haya sido ordenado por Irak, toda vez que como líder de al-Sa'iqa, combatió a todas las organizaciones palestinas financiadas por Bagdad. 